# Німеччина в Першій світовій війні
Німеччина в Першій світовій війні — участь Німеччини у Першій світовій війні у період з 1 серпня 1914 по 28 листопада 1918 року. Метою Німеччини було захоплення англійських колоній, а також військове, політичне й економічне лідерство на континенті. Після війни Німеччину було визнано головним її винуванцем та примушено платити репарації країнам-переможцям. Німеччина завершила виплату репарацій передбачуваних Версальським мирним договором у 2010 р. Всього Німеччина зобов'язалась виплатити 226 мільярдів рейхсмарок.

## Мета Німеччини
Німецька імперія прагнула до військового, економічного і політичного лідерства в континенті, а також хотіла захопити значну частину колоній Англії. Ведучи боротьбу за перевагу на морях, обидві країни нарощували свої військово-морські сили. Французько-німецькі суперечності почалися через землі, які були відібрані у Франції після франко-прусської війни 1870—1871 років (Ельзас та Лотарингію). Німеччина намагалася розширити сферу свого впливу у країнах на Балканах та Близькому Сході.
Після початку війни в Європі, Японія оголосила Німеччині ультиматум, щоб вона відвела з японських та китайських вод свої військово-морські сили. Прийняти ультиматум Німеччина відмовилась, після чого Японія оголосила їй війну й обложила фортецю Циндао, яку та орендувала у Китаю. Японія захопила в німців Маршалові, Каролінські та Маріанські острови.
Стратегічний план Німеччини виходив із неминучості війни на два фронти — проти Франції та Росії. Основна ідея плану полягала в тому, щоб спочатку розбити Францію.
Стратегічний план Франції базувався на розумінні військової та економічної переваги Німеччини. Але Франція намагалася повернути Ельзас і Лотарингію, і це штовхало її до активних дій.

## Німецький флот
Напередодні війни Німеччина приділяла значну увагу створенню великого надводного флоту, який міг би завдати поразки Англії — головній морській державі. Проте, з початком війни німецький флот не зміг протидіяти морській блокаді країнами Антанти.
Дії німецького флоту обмежувалися лише Балтійським морем й лише незначні сили німецького флоту, що опинилися із початком війни на просторах світового океану змогли потурбувати союзників. У Чорному морі німецькими крейсерами «Гебен» і «Бреслау» під турецьким прапором було обстріляно Одесу, Севастополь, Новоросійськ і Феодосію. В Атлантичному і Тихому океані діяли німецькі рейдери, що намагалися порушити морські перевезення між країнами Антанти. В кінці 1914 року після розгрому німецької ескадри в Південній Атлантиці біля Фолклендських островів держави Троїстого союзу опинилися в остаточній морській блокаді.

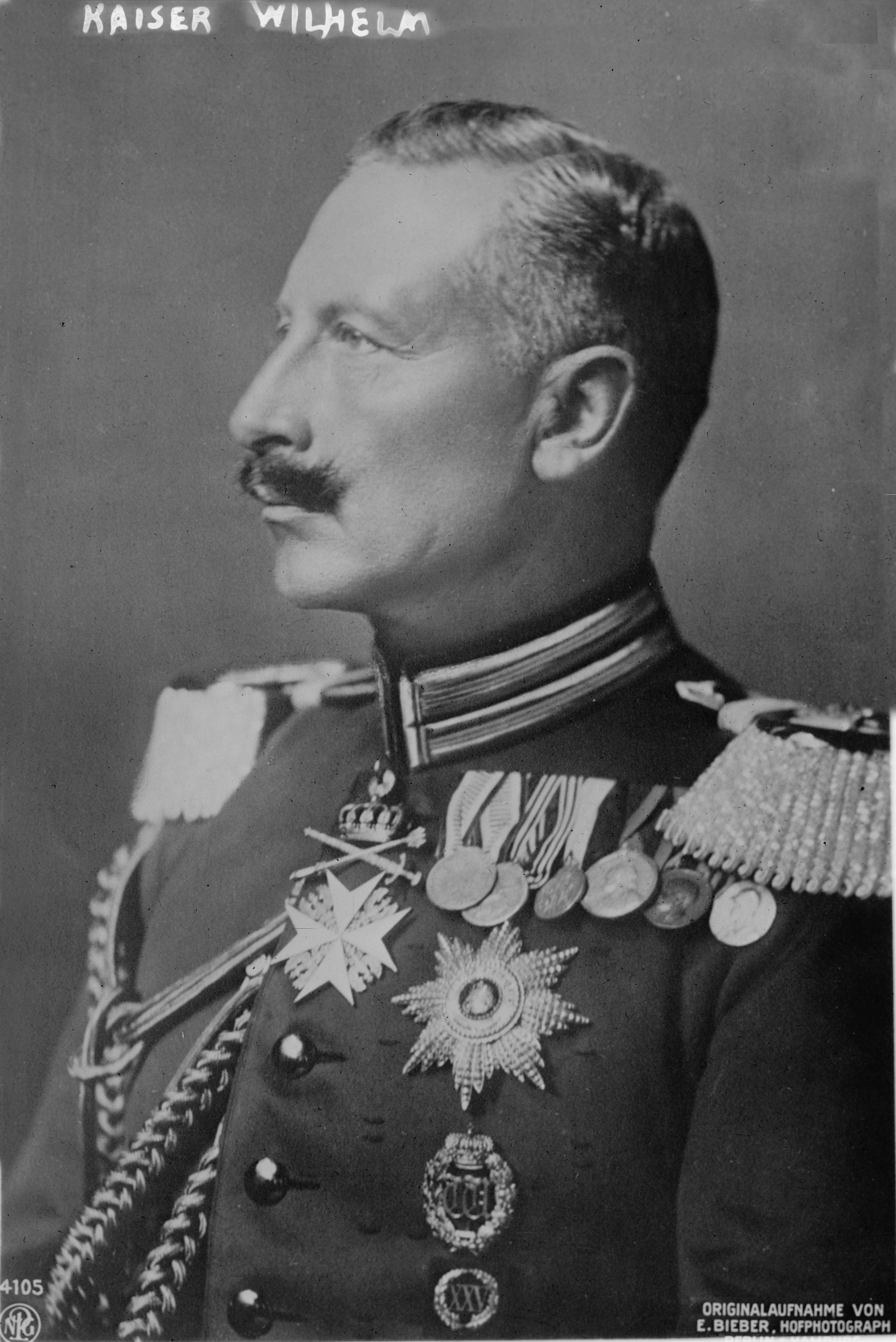
Вільгельм II

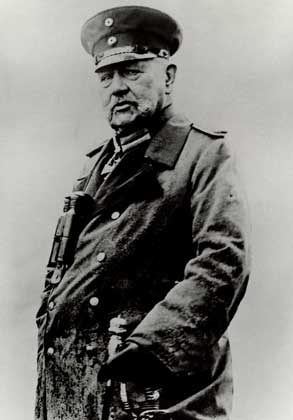
Пауль фон Гіденбург

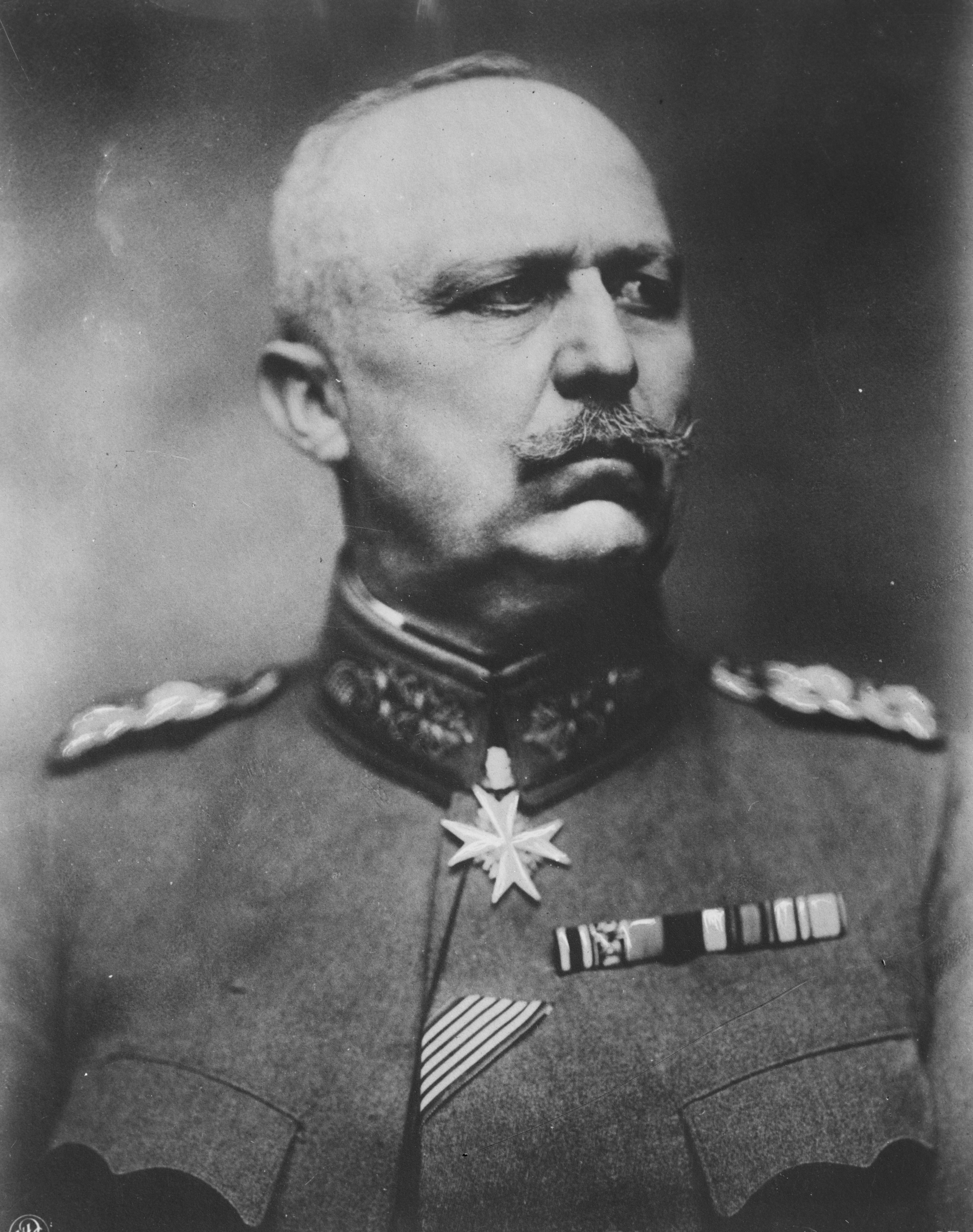
Еріх Людендорф

У 1914 році свою ефективність показали німецькі підводні човни. Німецький підводний човен «U-9» за одну атаку біля узбережжя Нідерландів відправив на дно відразу три англійські крейсери.
У лютому 1915 року Німеччина оголосила всі води, що омивають Велику Британію зоною бойових дій і спрямувала сюди підводні човни. 7 травня об'єктом атаки став англійський пасажирський лайнер «Лузитанія» з 1198 пасажирами на борту, з них 124 були американці. Намагаючись уникнути конфлікту зі США Німеччина тимчасово обмежила підводну війну. Німецьке командування віддало наказ не топити пасажирські судна без попередження. На практиці командири підводних човнів цей наказ не виконували.
З 31 травня по 1 червня 1916 року між англійським й німецьким флотами відбулася найбільша морська битва у війні. У битві з обох сторін взяли участь основні частини флоту. Німецьке командування вирішило здійснити спробу прорвати морську блокаду. Зіткнення з англійським флотом сталося на Північному морі біля берегів Ютландії. Німецька ескадра спробувала розсікти британський флот, щоб розбити його частинами, але сама мало не опинилася відрізаною від своїх баз і поспішно залишила бій. Під час бою англійці втратили 14 кораблів, німці — 11. Повернувшись на бази німецький флот у відкритому морі більше не з'являвся. Жодній зі сторін досягти поставлених цілей не вдалося. Німецька армія втратила вбитими 2 551 людину, англійська — 6 094.
В Німеччині знову активізувалися прихильники необмеженої підводної війни. Кайзер Вільгельм II Гогенцоллерн заявив: «ми будемо топити навіть тріску, якщо вона попливе в Англію». Німецькими підводними човнами на дно було відправлено більше 2000 суден Антанти. У відповідь Антанта розгорнула суднобудування, розроблялися ефективні засоби боротьби проти підводних човнів. Загибель американських суден налаштовувала громадськість США проти Німеччини.

## Військові дії
У 1916 р. німецьке командування вирішило, що перемогу на сході забезпечено і розгорнуло активну боротьбу з противником на заході.
21 лютого 1916 року німецькі війська перейшли в наступ на ділянці фронту завдовжки 40 кілометрів. Йому передувала артилерійська підготовка. Сильні удари були спрямовувані проти фортеці Верден — ця укріплена фортеця становила вістря оборони французів. За німецьким планом, небезпека втрати цієї ключової позиції мала примусити французів перекинути сюди всі свої сили. Але як тільки німецька піхота йшла в атаку, відразу наражалася на французький вогонь. У розпал верденської битви командування німецькими військами було передано генерал-фельдмаршалу П. фон Гінденбургу та генералу Е. Людендорфу. Нове командування визнало подальший наступ на Верден безперспективним.
За кілька місяців боїв німці змогли заглибитися в оборону французів лише на 7 кілометрів. Спроба заволодіти Верденом зазнала невдачі. У битві загинуло близько мільйона німецьких та французьких солдатів й офіцерів.
Франція очікувала на допомогу від Росії та Англії. 4 червня російська армія під командуванням Олексія Брусилова після потужної артилерійної підготовки прорвала айстро-німецький фронт одразу в чотирьох місцях.
В результаті вдалого наступу росіяни зайняли більшу частину Галичини й Буковину. Загальні втрати австро-німецьких військ складали 1,5 мільйонів солдатів, з яких близько 400 000 потрапили в полон.
Росіяни захопили 500 гармат і велику кількість іншого озброєння, втративши при цьому втричі менше особового складу. Німецьке командування поспіхом знімало війська на заході й перекидала на схід.
16 серпня 1916 року на боці Антанти виступила Румунія, але була швидко розгромлена й окупована. На сході поряд з Західним і Південно-Західним фронтами утворився Румунський фронт.
1 липня французькі та англійські війська почали наступ на річці Соммі. Шквальний артилерійний вогонь, що тривав сім днів, зруйнував німецькі дротяні загорожі, траншеї й ходи сполучення. 15 вересня на прорив вперше в історії пішли танки. Англо-французькі війська заглибилися в оборону противника на 5 кілометрів, зазнавши мінімальних втрат. Німецькі війська витримали атаки ворога й восени активні бойові дії на р. Соммі припинилися. На річці Соммі обидві сторони втратили понад 1,3 мільйони вояків.
Після битв у 1916 році німецька армія скоротилася на 1 000 000 солдатів, яким ні ким було замінити.
В грудні 1916 року Німеччина виступила з пропозицією розпочати переговори про мир, сподіваючись залишити за собою завойовані території. Країнами Антанти пропозиція була відхилена. Генеральні штаби союзних армій домовились про одночасний наступ у 1917 році на всіх європейських фронтах.
У 1917 році німецьке командування віддало перевагу оборонній тактиці, в той час, як Антанта — наступальній.
Рівень життя воюючих країн різко впав. У Німеччині до 1917 року наповнення продуктових карток не задовольняло фізіологічних потреб. У зиму 1916–1917 років в країні почався голод, жертвами якого стали півмільйона чоловік. Труднощі війни призвели до великої смертності серед цивільного населення.

## Кінець війни
Див.: Берестейський мир
В результаті більшовицького перевороту 7 листопада 1917 року стрімко змінився політичний курс Росії. 15 грудня більшовики уклали перемир'я з австрійсько-німецьким командуванням. 9 лютого 1918 року Українська Народна Республіка уклала мир з країнами Четверного блоку. 3 березня 1918 року між Німеччиною та радянською Росією було підписано Берестейський мир. У результаті цього миру Німеччина отримала контроль над Україною, Польщею, Білорусю, країнами Балтії, Фінляндією та Закавказзям. В урядових колах Німеччини визрівали плани про створення могутньої імперії, яка б об'єднала країни Центральної, Північної, Східної та Південно-Східної Європи.
Добившись перемоги на сході, вивівши зі строю Росію та оволодівши ресурсами України, німецьке командування залишило для окупації величезної території 34 дивізії і спрямувала людські та матеріальні ресурси на здобуття остаточної перемоги над англійцями і французами до прибуття на фронт американських військ. 21 березня почався наступ німецьких військ на західному фронті.
Організатором операції був генерал Людендорф, який вже тоді став символом німецьких перемог. Головними недоліками Людендорфа було невміння використувувати несподіваний успіх, невірна оцінка задумів й можливостей противника й нерозуміння значення танків. Крім того, він надто боявся за фланги.
6 квітня 1917 р. Сполучені Штати Америки вступили в Першу світову війну і з жовтня 1917 по листопад 1918 року брали активну участь у бойових діях на Західному фронті. Щодня до Європи прибувало 10 тисяч американських військових.
Напружені бойові дії, на фронті понад 400 кілометрів за участю 6 мільйонів чоловік, із застосуванням газів, літаків і танків, величезної кількості гармат та кулеметів продовжувались 235 днів.
1918 року, втративши сотні тисяч чоловік, німці перейшли річку Марну й наблизились до Парижу. Париж обстрілювався з далекобійних гармат та бомбардували з допомогою авіації. Проте, в Німеччини було вичерпано людські ресурси, а військові не хотіли виконувати накази командирів. 18 липня союзники пішли в наступ та відкинули німців від Марни. 26 вересня союзні війська перейшли у загальний наступ. Німецька армія опинилась на грані катастрофи.
8 серпня війська союзників завдали вирішальний удар по німцям біля Ам'єна, де англійські танки прорвали німецьку оборону. За один день було розбито 16 німецьких дивізій. Командувач німецької армії генерал фон Гінденбург заявив Вільгельму II про доцільність укладення миру, поки війська знаходяться на території противника.
29 вересня під натиском військ Антанти капітулювала Болгарія, 30 жовтня — Туреччина, 3 листопада — Австро-Угорщина. На початку жовтня німецький уряд звернувся до Вільсона з проханням про негайне перемир'я

## Революція
Див.: Листопадова революція, Кільське повстання 1918 року
В Німеччині наростали масові протести проти уряду. У квітні 1917 року на військових заводах страйкували 300 000 робітників. У серпні відбулися заворушення серед матросів військового флоту.
Оцінивши ситуацію, німецьке верховне командування поставило імператорові в ультимативній формі вимогу припинити війну і запобігти вибуху революції. Німецький уряд звернувся до президента США з проханням про перемир'я та укладання миру. Президент США Вудро Вільсон погодився розпочати переговори за умови відведення німецьких військ із зайнятих територій та зречення кайзера.
У жовтні конференція лівих соціал-демократів висунула програму з вимогою повалення монархії, припинення війни, проголошення демократичних прав і свобод, створення умов переходу до соціалістичної революції.
У місті Кілі відбулося повстання військових моряків, обурених спробами командування кинути їх в останній вирішальний бій з англійським флотом. В ніч з 29 на 30 жовтня частина екіпажів лінкорів «Тюрингія» та «Гельголанд» відмовилися йти на смерть. Проте, були й ті, хто не зрадив присязі й навели зброю на повсталих. Більше тисячі матросів були заарештовані.
Матроси, які підтримували повсталих 3 листопада провели великий мітинг на їх підтримку. Мирна демонстрація була розстріляна.

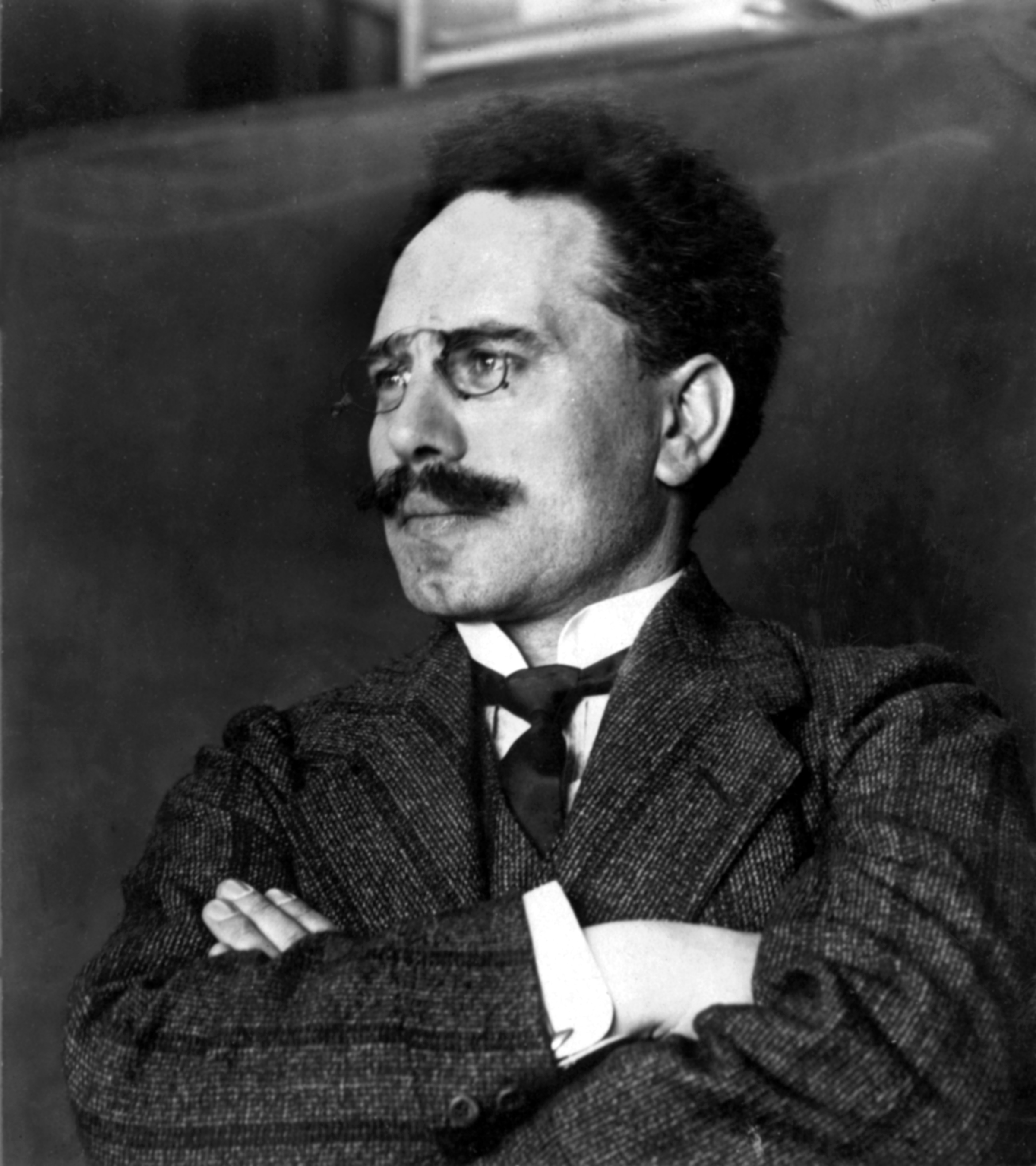
Карл Лібкнехт

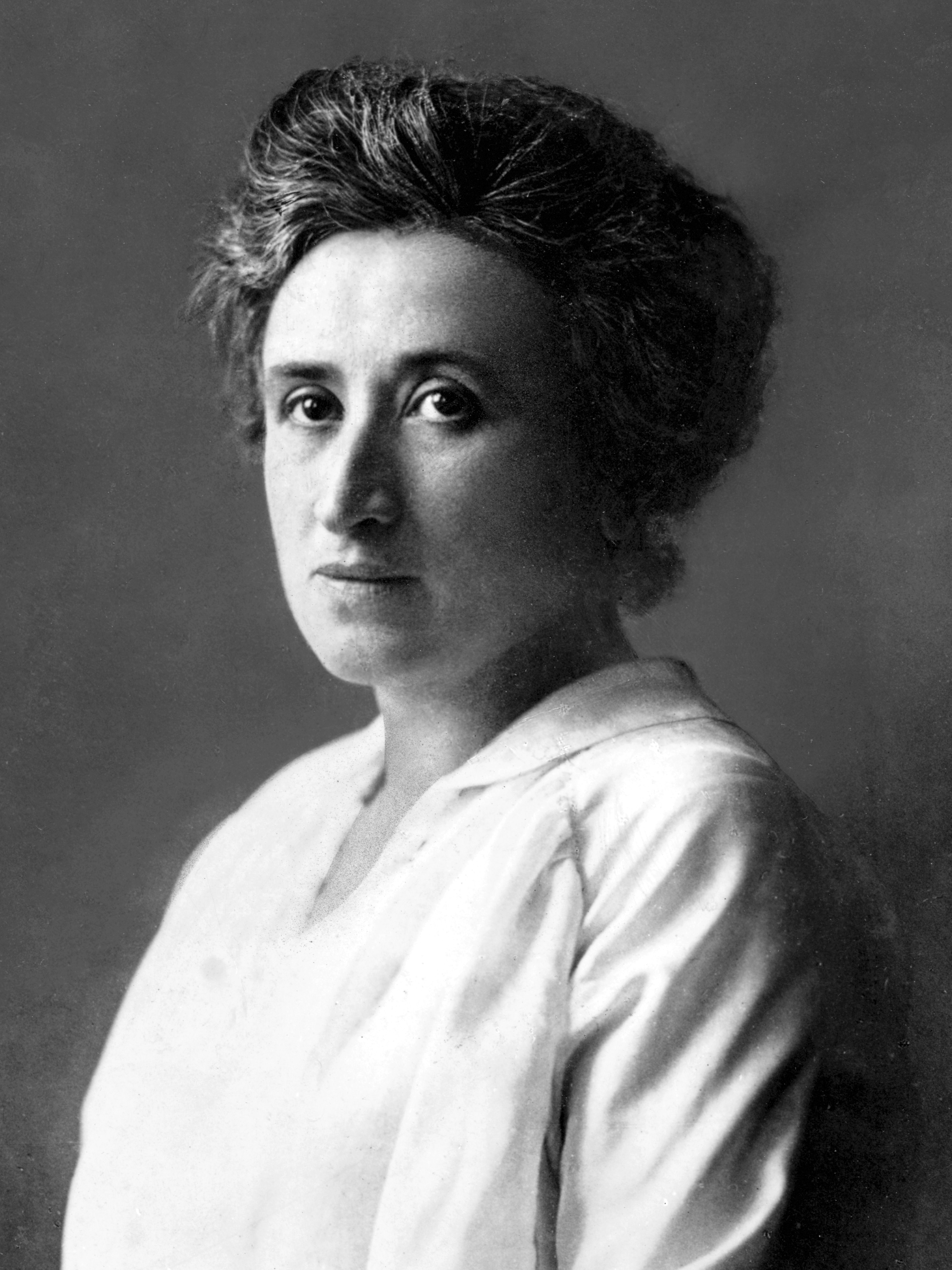
Роза Люксембург

Губернатором балтійських портів адміралом Сушоном була зроблена спроба викликати в Кілі кайзерові війська, щоб подавити повстання. Але піхотні частини виступили на стороні повсталих. До вечора 4 листопада урядові війська були розбиті, а весь Кіль опинився в їх руках. Матроси вибрали Раду робітничих і солдатських депутатів під керівництвом Карла Артельта. На кораблях були підняті червоні прапори. Представниками корабельних команд і матросами було складено «14 кільських пунктів», які були прийняті 5 листопада.
6 листопада президент США повідомив, що маршал Фош уповноважений прийняти представників німецького командування. Наступного дня німецька делегація на чолі з міністром Ерцбергером під білим прапором перетнула лінію фронту. Далі залізницею вона прибула на станцію Ретонд у Комп'єнському лісі, де стояв штабний вагон маршала Фоша.
9 листопада почався загальний страйк солдатів та робітників у Берліні. Повсталі захопили важливі стратегічні пункти столиці. Канцлер Макс Беденський оголосив про зречення кайзера і призначив рейх-канцлером соціал-демократа Фрідріха Еберта. В середині дня голова СДПН Шайдеман проголосив республіку. Пізніше з балкона Берлінського замку Карл Лібкнехт проголосив соціалістичну республіку. Переговори велися від імені нового уряду. Протягом двох тижнів німці повинні були евакувати війська з Бельгії, Франції, Люксембургу, Ельзасу і Лотарингії. Крім того вони мали скасувати Брест-Литовський договір, передати все озброєння переможцям та відпустити на батьківщину полонених. Водночас союзне командування погодилося тимчасово залишити німецькі війська в Україні та Прибалтиці, щоб запобігти встановленню над ним контролю більшовиків. Термін перемир'я становив 36 днів.
На світанку 11 листопада 1918 року Німеччина підписала Комп'єнське перемир'я. Об 11-й годині ранку було дано наказ припинити вогонь. Таким чином, військові дії, що продовжувались 51 місяць і 2 тижні закінчились. Ліві соціал-демократи на чолі з Карлом Лібкнехтом вимагали передати владу в руки Рад і виключити зі складу уряду представників буржуазії.
У результаті революції розпочався процес реорганізації і перебудови політичних партій: виникли німецька національна народна партія, Демократична партія, Християнсько-демократична партія та інші. Профспілки добилися підписання угоди з підприємцями, згідно з якою узаконювалися профспілки, створювалися фабзавкоми, запроваджувався 8-годинний робочий день. Загальнонімецький з'їзд у грудні 1918 року ухвалив рішення про проведення виборів до Національних зборів. Після передачі їм верховної влади в країні повинна була призупинитись діяльність рад.
Проти такого розвитку подій рішуче виступили сили соціал-демократії, які реорганізували свою групу «Спартак» у «Союз Спартак» і розпочали підготовку до створення комуністичної партії. Відбувся Установчий з'їзд Комуністичної партії Німеччини. Програма КПН проголошувала завдання здійснення соціалістичної революції і встановлення диктатури пролетаріату. Молода компартія виступила за бойкот виборів до національних зборів, відмовилась від роботи у профспілках, вважаючи їх реформістськими. В країні розпочалася боротьба радикальних, центральних і реакційних сил. Виступи робітників були придушені, лідерів компартії Карла Лібкнехта і Розу Люксембург було заарештовано та вбито. Компартія перейшла на нелегальне становище. Вибори до Національних зборів не дали переваги жодній політичній партії. У квітні 1919 року праві та незалежні соціал-демократи проголосили у Баварії соціалістичну республіку. Новий уряд, очолюваний комуністами розпочав націоналізацію банків, встановив систему розподілу продовольства, створив Червону армію. Разом з тим уряд не конфіскував землі поміщиків, залишив фабрично-заводські комітети, обрані ще до революції. Радикальні дії радянської влади в Баварії викликали протидію з боку центральної влади, і 1 травня радянську республіку в Баварії було повалено.
У липні 1919 року Національні збори в Німеччині схвалили Веймарську конституцію, згідно якої країна проголошувалась парламентською республікою.

## Наслідки війни
Війна завдала Німеччині величезних матеріальних витрат. Державний борг в результаті війни збільшився в 32 рази з 5 до 160 мільярдів марок. Спостерігалося зниження сільськогосподарського виробництва. До кінця війни валові збори пшениці зменшилися на 45 %, а збори вівса зменшились в 2 рази. У 1914 році життєвий рівень робочих знизився на 20 %. У 1916 році вартість продуктів харчування подвоїлася. У промисловості збільшилось число робочих жінок на 770 000 чоловік, а до кінця війни чисельність робочих жінок у промисловості склала 30 % від загальної чисельності робітників. Економічні втрати для Німеччини були великими. За результатами Версальського договору Англії, Франції, Бельгії переходили колоніальні володіння Німеччини. Німеччина втратила 13 % населення. Німеччина віддала Франції Ельзас і Лотарингію, а також на 15 років Саарський вугільний басейн. Німеччина втратила 75 % видобутку руди, 43,8 % виплавки чавуну, 35 % виробництва сталі, 29 % видобутку вугілля, 50 % виплавки цинку і свинцю. Національне багатство Німеччини скоротилося на 49,7 %. Країнам переможцям Німеччина повинна була виплачувати контрибуцію. За 2 роки вона повинна була виплатити 20 мільярдів марок як аванс. Допускалися платежі товарами. Було конфісковано 5 000 паровозів, 150 000 вагонів, велика кількість сільськогосподарських машин, 40 000 молочних корів. Німеччина також мала постачати будівельні матеріали, хімікати та молочну худобу.